# Бурденко, Николай Нилович
Никола́й Ни́лович Бурде́нко (22 мая [3 июня] 1876, село Каменка, Пензенская губерния — 11 ноября 1946, Москва) — русский и советский хирург, организатор здравоохранения, основоположник советской нейрохирургии, главный хирург Красной Армии в 1937—1946 годы, академик АН СССР (1939), академик и первый президент АМН СССР (1944—1946), Герой Социалистического Труда (1943), генерал-полковник медицинской службы, участник русско-японской, Первой мировой, советско-финской и Великой Отечественной войн, лауреат Сталинской премии (1941). Член ВЦИК 16-го созыва. Член ВКП(б) с 1939 года. Депутат Верховного Совета СССР 1-го и 2-го созывов. Почётный член Лондонского королевского общества хирургов и Парижской академии хирургии. Председатель Советской комиссии, расследовавшей Катынский расстрел польских граждан.

## Начало деятельности, студенческие годы

Н. Н. Бурденко в годы обучения в Томском университете

Николай Нилович Бурденко родился 22 мая (3 июня) 1876 года в селе Каменка, Нижне-Ломовского уезда, Пензенской губернии (ныне город Каменка Пензенской области). Отец — Нил Карпович, сын крепостного, служил писарем у мелкого помещика, а затем — управляющим небольшим имением.
До 1885 года Николай Бурденко учился в Каменской земской школе, а с 1886 года — в Пензенском духовном училище. Здание бывшего духовного училища в Пензе, в котором учился Бурденко, сохранилось до наших дней и имеет статус памятника культурного наследия России (в настоящее время там располагается факультет стоматологии медицинского института Пензенского госуниверситета).
В 1891 году Николай Бурденко поступил в Пензенскую духовную семинарию. Окончив её, Бурденко сдал на отличные оценки вступительные экзамены в Петербургскую духовную академию. Однако, он резко изменил свои намерения и 1 сентября 1897 года поехал в Томск, где поступил на недавно открывшийся медицинский факультет Томского университета. Там он увлёкся анатомией, и к началу третьего курса был назначен помощником прозектора. Помимо работы в анатомическом театре, он занимался оперативной хирургией, много и охотно помогал отстающим студентам.
Николай Бурденко принимал участие в студенческих «беспорядках», которые возникли в Томском университете в связи с движением, охватившим русское студенчество в 1890-х годах.

В 1899 году Николай Бурденко был исключён из Томского университета за участие в первой томской забастовке студентов. Подал прошение о восстановлении и снова вернулся в университет. В 1901 году его имя снова появилось в списке забастовщиков, по некоторым сведениям, случайно. Тем не менее, Бурденко вынужден был покинуть Томск

и 11 октября 1901 года перевестись в Юрьевский университет (ныне университет в Тарту, Эстония) на четвёртый курс медицинского факультета.
Занимаясь науками, Николай Бурденко принимал активное участие и в студенческом политическом движении. После участия в студенческой сходке ему пришлось прервать занятия в университете. По приглашению земства он прибыл в Херсонскую губернию для лечения эпидемии сыпного тифа и острых детских заболеваний. Здесь Бурденко, по собственным словам, впервые приобщился к практической хирургии. Проработав почти год в колонии для больных туберкулёзом детей, благодаря помощи профессоров, он смог вернуться в Юрьевский университет. В университете Николай Бурденко работал в хирургической клинике помощником ассистента. В Юрьеве он познакомился с трудами видного российского хирурга Николая Ивановича Пирогова, которые произвели на него глубокое впечатление.
В соответствии с порядком того времени, студенты и преподаватели выезжали на борьбу с эпидемическими заболеваниями. Николай Бурденко в составе таких медицинских отрядов участвовал в ликвидации эпидемий тифа, чёрной оспы, скарлатины.

## Русско-японская война
С января 1904 года Николай Бурденко в качестве добровольца принимал участие медработником в русско-японской войне. На полях Маньчжурии студент Бурденко занимался военно-полевой хирургией, будучи помощником врача. В составе «летучего санитарного отряда» выполнял обязанности санитара, фельдшера, врача на передовых позициях. В бою у Вафангоу, при выносе раненых под огнём неприятеля был сам ранен ружейным выстрелом в руку. Награждён солдатским Георгиевским крестом за проявленный героизм.

## Начало медицинской карьеры
В декабре 1904 года Бурденко вернулся в Юрьев, чтобы начать готовиться к экзаменам на звание врача, а в феврале 1905 года приглашён в качестве стажирующего врача в хирургическое отделение Рижской городской больницы.
В 1906 году окончив Юрьевский университет, Николай Бурденко блестяще сдал государственные экзамены и получил диплом лекаря с отличием.
С 1907 года работал хирургом Пензенской земской больницы. Сочетал медицинскую деятельность с научной работой и написанием докторской диссертации. Выбор темы диссертации — «Материалы к вопросу о последствиях перевязки venae portae»

был обусловлен влиянием идей и открытий Ивана Петровича Павлова. На «павловские» темы в области экспериментальной физиологии Николай Бурденко написал в тот период пять научных работ и в марте 1909 года защитил диссертацию и получил звание доктора медицины. Летом того же года Николай Бурденко уехал в командировку за границу, где провёл год в клиниках Германии и Швейцарии.
С июня 1910 года стал приват-доцентом кафедры хирургии в клинике Юрьевского университета, с ноября того же года — экстраординарным профессором по кафедре оперативной хирургии, десмургии и топографической анатомии.

## Первая мировая война
В июле 1914 года, с началом Первой мировой войны, Николай Бурденко заявил о желании отправиться на фронт, и был назначен помощником заведующего медицинской частью Красного Креста при армиях Северо-западного фронта.
В сентябре 1914 года прибыл в действующие войска в качестве консультанта медицинской части Северо-Западного фронта, участвовал в наступлении на Восточную Пруссию, в Варшавско-Ивангородской операции. Организовывал перевязочно-эвакуационные пункты и полевые лечебные учреждения, лично оказывал тяжело раненым неотложную хирургическую помощь на передовых перевязочных пунктах, попадая при этом нередко под обстрел. Успешно организовал эвакуацию более 25 000 раненых в условиях военной несогласованности и ограниченности санитарного транспорта.
Для уменьшения смертности и числа ампутаций Бурденко занимался проблемами сортировки раненых (чтобы раненых направляли именно в те лечебные учреждения, где им могла быть оказана квалифицированная помощь), скорейшей их транспортировки до госпиталей. Высокая смертность раненых в живот, которых перевозили на далёкие расстояния, побудила Николая Бурденко организовать возможность быстрого оперирования таких раненых в ближайших к боевым действиям лечебных учреждениях Красного Креста. Под его управлением в лазаретах были организованы специальные отделения для раненых в живот, в лёгкие, в череп.
Впервые в полевой хирургии Николай Бурденко применил первичную обработку раны и шов при повреждениях черепа, впоследствии перенеся этот метод в другие разделы хирургии. Он подчёркивал, что при спасении жизни раненых в крупные и особенно артериальные сосуды большую роль играет «административная сторона» дела, то есть организация хирургической помощи на месте. Под влиянием работ Пирогова, Н. Н. Бурденко тщательно изучал организацию санитарной и противоэпидемической службы, занимался вопросами военной гигиены, санитарно-химической защиты, профилактики венерических заболеваний. Участвовал в организации медико-санитарного снабжения войск и полевых лечебных учреждений, патологоанатомической службы в армии, заведовал рациональным распределением врачебных кадров.
С 1915 года Николай Бурденко был назначен хирургом-консультантом 2-й армии, а с 1916 года — хирургом-консультантом госпиталей Риги.
В марте 1917 года, вскоре после февральской революции, Николай Бурденко приказом по армии и флоту был назначен «исправляющим должность главного военно-санитарного инспектора», став преемником А. Я. Евдокимова. В этой должности занимался разрешением и упорядочением отдельных вопросов медико-санитарной службы. Встретив противодействие в вопросах реорганизации медицинской службы в период правления Временного правительства, Бурденко в мае вынужден был прервать свою деятельность в Главном военно-санитарном управлении, и снова вернулся в действующую армию, где занимался исключительно вопросами лечебной медицины.
Летом 1917 года Николай Бурденко был контужен на линии фронта. По состоянию здоровья вернулся в Юрьевский университет и был избран там заведующим кафедрой хирургии, которой ранее руководил Н. И. Пирогов.

## Послереволюционный период
В конце 1917 года Николай Бурденко прибыл в Юрьев на должность ординарного профессора по кафедре факультетской хирургической клиники. Однако, Юрьев вскоре был оккупирован немцами. Возобновляя работу университета, командование германской армии предложило Николаю Бурденко занять кафедру в «онемеченном» университете, но он отказался от этого предложения, и в июне 1918 года, вместе с другими профессорами эвакуировался с имуществом юрьевской клиники в Воронеж.
В Воронеже Николай Бурденко стал одним из главных организаторов переведённого из Юрьева университета, продолжая научно-исследовательскую работу. В Воронеже он принимал активное участие в организации военных госпиталей РККА и состоял при них консультантом, проявлял заботу о раненых красноармейцах. В январе 1920 года организовал специальные курсы для студентов и врачей по военно-полевой хирургии при Воронежском университете. Создал школу для среднего медицинского персонала — медицинских сестёр, где вёл педагогическую работу. В это же время Бурденко занимался организацией гражданского здравоохранения, и являлся консультантом Воронежского губернского здравотдела. В 1920 году по его инициативе в Воронеже было учреждено Медицинское общество имени Н. И. Пирогова. Председателем этого общества был избран Н. Н. Бурденко.
Главные его исследования в тот период относились к темам общей хирургии, нейрохирургии и военно-полевой хирургии. В частности, Бурденко занимался вопросами профилактики и лечения шока, лечения ран и общих инфекций, нейрогенной трактовки язвенной болезни, хирургического лечения туберкулёза, переливания крови, обезболивания и др.
Накопив за время Первой мировой войны обширный материал в области лечения повреждений нервной системы, Бурденко считал необходимым выделить нейрохирургию в самостоятельную научную дисциплину. Переехав в 1923 г. из Воронежа в Москву, он открыл в факультетской хирургической клинике Московского университета нейрохирургическое отделение, став профессором оперативной хирургии. Шесть последующих лет Бурденко занимался клинической деятельностью уже в условиях мирного времени. В 1930 году этот факультет был преобразован в 1-й Московский медицинский институт имени И. М. Сеченова. С 1924 года Бурденко был избран директором хирургической клиники при институте. Этой кафедрой и клиникой он руководил до конца своей жизни, теперь эта клиника носит его имя.
C 1929 года Николай Бурденко стал директором нейрохирургической клиники при Рентгеновском институте Наркомздрава. На базе нейрохирургической клиники Рентгеновского института в 1932 году был учреждён первый в мире Центральный нейрохирургический институт (ныне институт нейрохирургии имени Н. Н. Бурденко) с Всесоюзным нейрохирургическим советом при нём. В институте работали нейрохирурги Б. Г. Егоров, А. А. Арендт, Н. И. Иргер, А. И. Арутюнов и другие, а также ведущие представители смежных специальностей (нейрорентгенологи, нейроофтальмологи, отоневрологи).

Бурденко принимал участие в организации сети нейрохирургических учреждений в виде клиник и специальных отделений в стационарах по всему СССР. С 1935 года по его инициативе проводились сессии Нейрохирургического совета, — всесоюзные съезды нейрохирургов.
С первых лет советской власти Николай Бурденко стал одним из ближайших помощников начальника Главного военно-санитарного управления 3иновия Петровича Соловьёва. стал автором первого «Положения о военно-санитарной службе Красной армии». В 1929 году по инициативе Николая Бурденко была создана кафедра военно-полевой хирургии на медицинском факультете Московского университета. С 1932 года он работал хирургом-консультантом, а с 1937 года — главным хирургом-консультантом при Санитарном управлении Красной Армии. Будучи председателем на часто созывавшихся в Москве хирургических съездах и конференциях, Бурденко неизменно ставил проблемные вопросы военной медицины, подготовки военно-врачебных кадров. На основе своего боевого опыта и изучения материалов прошлого он выпустил инструкции и положения по отдельным вопросам хирургического обеспечения войск, что подготовило военную медицину к началу Великой Отечественной войны.
Николай Бурденко был членом Государственного учёного совета Главного управления профессионального образования, председателем Учёного медицинского совета Народного комиссариата здравоохранения СССР. На этом посту он занимался организацией высшего медицинского образования, советской высшей школы.

## Вторая мировая война. Последние годы жизни
В 1939—1940 годах во время советско-финской войны 64-летний Бурденко выехал на фронт и провёл там весь период боевых действий, руководя организацией хирургической помощи в действующей армии. По опыту советско-финской войны он разработал положение о военно-полевой хирургии.

Могила Бурденко на Новодевичьем кладбище

В 1941 году, с начала Великой Отечественной войны — главный хирург Красной Армии. Несмотря на свои 65 лет, он уже в июле 1941 года выехал в действующую армию, в дальнейшем пользовался всякой возможностью, чтобы побывать на фронте. Занимался организацией помощи раненым во время боёв под Ярцевом и Вязьмой. В 1941 году он совершил две поездки на Западный фронт, по одной на Северо-Западный и на Ленинградский фронты.
Для проведения сложных операций Бурденко добирался до полковых и дивизионных медсанбатов, лично провёл несколько тысяч операций. Организовал работу по сбору оперативной информации о ранениях.
В 1941 году академик Бурденко был второй раз контужен во время бомбардировки на переправе через Неву. В конце сентября 1941 года под Москвой, при осмотре прибывшего с фронта военно-санитарного поезда у Николая Бурденко произошёл инсульт. Он пролежал около двух месяцев в больнице, почти полностью лишился слуха, и был эвакуирован сначала в Куйбышев, затем в Омск.
Ещё не оправившись от болезни, Бурденко в местных госпиталях занимался лечением поступивших с фронта раненых, обширной перепиской с фронтовыми хирургами передовых этапов. На основе своих наблюдений он написал ряд исследований, оформив их в виде девяти монографий по вопросам военно-полевой хирургии.
В апреле 1942 года Николай Бурденко прибыл в Москву, где продолжал исследовательскую работу, писал научные труды. В ноябре того же года был назначен членом Чрезвычайной государственной комиссии по установлению и расследованию злодеяний немецко-фашистских захватчиков; на работу этой ответственной комиссии по поручению правительства у него ушло много времени и сил.
Постановлениями Совета Народных Комиссаров от 1 февраля 1943 года Николаю Бурденко было присвоено звание «генерал-лейтенант медицинской службы», от 25 мая 1944 года — «генерал-полковник медицинской службы».
В декабре 1943 года выезжал в Тюмень, куда было эвакуировано тело В. И. Ленина, в составе правительственной комиссии во главе с наркомом здравоохранения СССР Г. А. Митерёвым, при участии академиков А. И. Абрикосова, Л. А. Орбели. Они признали, что «тело Ленина за 20 лет не изменилось. Оно хранит облик Ильича, каким он сохранился в памяти советского народа».
30 июня 1944 года, в период завершающих битв войны, по инициативе Н. Н. Бурденко и в соответствии с разработанным им планом, была учреждена Академия медицинских наук СССР. Постановление об этом выпустило правительство, подчинив вновь созданный орган Народному комиссариату здравоохранения СССР. С 20 декабря 1944 года по 11 ноября 1946 года — первый президент Академии Медицинских Наук СССР. Несмотря на болезнь, академик Н. Н. Бурденко активно занялся организацией академии со всеми её научно-исследовательскими институтами.
За полгода до смерти Бурденко выступил с большой программной статьёй о проблемах послевоенной медицины. В июле 1945 г. Н. Н. Бурденко поразил второй инсульт. Несмотря на недуг, Николай Нилович работал на заседаниях Учёного медицинского совета, в Главном военно-санитарном управлении, в комиссиях, в госпиталях. Летом 1946 г. с Бурденко случился третий инсульт, учёный долго находился в предсмертном состоянии. 1 — 8 октября 1946 года в Москве происходил XXV Всесоюзный съезд хирургов. Почётным председателем этого съезда был избран Н. Н. Бурденко, однако он не мог самостоятельно выступать, и его доклад, посвящённый лечению огнестрельных ранений, который он писал на больничной койке, зачитал один из его учеников.
Скончался от последствий кровоизлияния 11 ноября 1946 года в г. Москве. Урна с прахом захоронена на Новодевичьем кладбище Москвы. (участок 1, ряд 42, место 16). На могиле установлен памятник работы скульптора Г. Постникова.

## Роль советских медиков в сохранении боеспособности РККА
В годы Великой Отечественной войны советские медики вернули в строй 72,3 % раненых и 90,6 % больных воинов, что в общей сложности составляет около восемнадцати миллионов человек (при стандартной численности РККА в 7,5 млн человек) и является абсолютным рекордом за историю войн. В вермахте в строй возвращали менее половины раненых.
По статистике, солдат-новобранец воевал в среднем всего 10-12 дней, после чего погибал или, получив ранение, эвакуировался в тыл, чтобы после лечения вернуться в действующую армию. Медицинские учреждения РККА возвращали в строй 85 % поступивших на лечение. Благодаря стараниям военных медиков в годы войны ни на фронте, ни в тылу не было зафиксировано вспышек инфекционных заболеваний и тем более эпидемий.

## Исследования Бурденко в период войны
В годы войны Бурденко создал стройное учение о ране, предложил эффективные методы хирургического лечения боевых травм. В мае 1944 года он разработал подробную инструкцию по профилактике и лечению шока — одного из самых тяжёлых осложнений военных травм.
В борьбе с раневыми инфекциями Бурденко применял первые антибиотики — пенициллин и грамицидин. Для испытания этих препаратов Бурденко организовал научную бригаду из хирургов, бактериологов и патологоанатомов, и во главе её выехал на фронт. Опубликовал три «Письма хирургам фронтов о пенициллине». Вскоре по его настоянию эти препараты стали применять хирурги всех военных госпиталей.
В 1942 году впервые в мировой медицине предложил лечить гнойные осложнения после ранений черепа и мозга путём введения раствора белого стрептоцида в сонную артерию. Это позволило наилучшим образом доставлять стрептоцид к очагу инфекций в мозгу, в отличие от внутривенных инъекций, применявшихся в то время за границей. С 1943 года таким же способом Н. Н. Бурденко стал применять сульфидин, а с 1944 года — пенициллин.
Вторичный шов как элемент восстановительной хирургии стал шире применяться по настоянию Бурденко, что позволило возвращать раненых в строй в более короткие сроки. Во время войны Бурденко выпустил ряд указаний для фронтовых хирургов, которые касались обработки и подготовки раны к наложению шва.
Огнестрельные ранения артерий стали ещё одной темой научных работ Бурденко. Эта тема интересовала его ещё в Первую мировую войну. Он разработал методы оперативного лечения ранений сосудов, что позволило снизить процент смертности в войсках.

## Комиссия по Катыни
12 января 1944 года Бурденко был назначен председателем «Специальной комиссии по установлению и расследованию обстоятельств расстрела немецко-фашистскими захватчиками в Катынском лесу (близ Смоленска) военнопленных польских офицеров» (при Чрезвычайной государственной комиссии по установлению и расследованию злодеяний немецко-фашистских захватчиков под председательством Н. М. Шверника).
В Катынском лесу в 1943 году немецкими оккупантами были найдены могилы около 4,3 тыс. польских офицеров, из числа 21 тыс. польских пленных, расстрелянных НКВД в соответствии с решением Политбюро ЦК ВКП(б) от 5 марта 1940 года. Немецкая сторона организовала обширное расследование с привлечением международной общественности и иностранных экспертов, результаты которого активно использовала в пропаганде. Советская сторона в свою очередь обвинила в этом преступлении самих немцев. После освобождения Смоленска была создана комиссия по «предварительному расследованию» Катынского дела под руководством наркома государственной безопасности Меркулова (в 1940 году одного из членов «специальной тройки», выносившей приговоры) и заместителя наркома внутренних дел Круглова. Оперуполномоченные НКВД и НКГБ работали в Катыни с 5 октября 1943 года по 10 января 1944 года; их деятельность сводилась к обследованию не до конца раскопанной немцами могилы № 8, а также подготовке подложных документов и особенно лжесвидетелей. В начале 1990-х гг. на допросе в Главной военной прокуратуре бывший подполковник госбезопасности А. С. Козлов подробно рассказал о ходе этой подготовки. Результаты работы этой комиссии были изложены в секретной записке, в которой приводится версия, ставшая официальной версией будущей комиссии Бурденко, и «свидетельские показания», на которых эта версия основана (в 1991 году свидетели, допрошенные вновь Главной Военной Прокуратурой, отказались от данных в 1943—44 годах показаний, как от данных в результате запугивания и давления).
Изначально Бурденко, по-видимому, был искренне уверен в виновности немцев в расстреле. 22 сентября 1943 года он обратился к В. М. Молотову с письмом, в котором сообщил, что методы расстрела советских граждан немецкими оккупантами в Орле были идентичны способу казни польских офицеров, описанному в немецких публикациях.
.
13 января 1944 года на первом заседаний Специальной комиссии, проходившем в здании Нейрохирургического института в Москве, Бурденко заявил:

«Центр тяжести работы нашей комиссии лежит в установлении сроков и методов убийств… Методы убийства тождественны со способами убийств, которые я нашёл в Орле и которые были обнаружены в Смоленске. Кроме того, у меня есть данные об убийстве психических больных в Воронеже в количестве 700 человек. Психические больные были уничтожены в течение 5 часов таким же методом. Все эти способы убийств изобличают немецкие руки, я это со временем докажу».

18 января 1944 года в Смоленск поездом прибыли Николай Бурденко, митрополит Николай (Ярушевич), В. П. Потемкин, С. А. Колесников, A.C. Гундоров, В. Н. Макаров, Д. Н. Выропаев, а также кинооператор А. Ю. Левитан и его помощники. В 11 часов 50 минут все выехали в Катынский лес для осмотра могил. На месте раскопок работало около 200 бойцов сапёрного подразделения.
В составе комиссии Николай Бурденко заслушивал показания местных жителей и производил вскрытия в составе группы из 75 врачей. Собственно работа комиссии в Катыни продолжалась в течение 5 дней — с 17 по 23 января. В основном комиссия занималась тем, что осматривала раскрытые уже до того могилы и допрашивала подготовленных «свидетелей»; просьба комиссии осмотреть три лагеря для военнопленных, в которых по версии НКВД-НКГБ были захвачены немцами поляки, осталась без ответа, так как этих лагерей в реальности не существовало. Согласно отчёту комиссии всего было эксгумировано и исследовано 925 трупов. Согласно утверждению комиссии, на телах убитых было найдено несколько документов с датами позже весны 1940 года. Впоследствии Главной Военной Прокуратурой РФ было доказано, что документы являлись плодом прямой фальсификации. В ходе работы комиссий Меркулова-Круглова и Бурденко часть польских могил (в том числе отдельные могилы генералов) была уничтожена; часть черепов была изъята Бурденко «для коллекции», а обезглавленные останки свалены в беспорядке. 22 января на место эксгумации были приглашены иностранные корреспонденты, включая дочь американского посла; в их присутствии Бурденко вскрыл три трупа, утверждая при этом, что трупы относительно свежие. «Допрос свидетелей», проведённый на их глазах комиссией Бурденко, присутствующие единогласно расценили как инсценировку.
26 января было опубликовано сообщение Специальной комиссии. Сообщение, отредактированное лично Меркуловым, по структуре является буквальным пересказом отчёта комиссии НКВД-НКГБ, многие показания свидетелей из отчёта воспроизведены дословно; комиссия Бурденко даже повторила допущенные в отчёте ошибки в именах и инициалах свидетелей. О полностью несамостоятельной роли самого Бурденко в составлении этого документа говорит сохранившаяся директива ему от Н. М. Шверника: «Николай Нилович! Посылаю Вам для ознакомления документ Германская фальшивка о „Катынских убийствах“. При составлении акта полемизировать по поводу этого документа не надо». Согласно Сообщению, в Катыни «общее количество трупов по подсчёту судебно-медицинских экспертов достигает 11 тысяч». Эта завышенная в 2,5 раза цифра была взята комиссией Бурденко из геббельсовской пропаганды, очевидно с целью списать на немцев всех поляков, расстрелянных в 1940 году.
Основные выводы комиссии были таковы:

1. Военнопленные поляки, находившиеся в трех лагерях западнее Смоленска и занятые на дорожно-строительных работах до начала войны, оставались там и после вторжения немецких оккупантов в Смоленск до сентября 1941 г. включительно;

2. В Катынском лесу осенью 1941 г. производились немецкими оккупационными властями массовые расстрелы польских военнопленных из вышеуказанных лагерей;

3. Массовые расстрелы польских военнопленных в Катынском лесу производило немецкое военное учреждение, скрывавшееся под условным наименованием «штаб 537 строительного батальона», во главе которого стояли оберст-лейтенант Арнес и его сотрудники — обер-лейтенант Рекст, лейтенант Хотт

Это заключение советское обвинение попыталось предъявить на Нюрнбергском процессе Герману Герингу, причём результаты комиссии, в качестве свидетеля обвинения, представлял её член В. Ю. Прозоровский, главный судебно-медицинский эксперт Наркомздрава. Однако в качестве свидетеля защиты выступил полковник вермахта Фридрих Аренс и полностью опроверг выводы комиссии относительно организаторов расстрела, заявив, что именно он квартировал в 1941—43 годах в Катыни в чине оберст-лейтенанта (подполковника) и в должности командира 537 полка связи, и в его штабе действительно служили лейтенанты Рекст и Ходт; что никакого строительного батальона при этом не существовало; что его полк занимался исключительно обеспечением связи штаба группы армий «Центр» и что он вообще переместился в Катынь только в конце сентября 1941 года (в показаниях свидетелей комиссии Бурденко временем расстрелов названы август—сентябрь), причём сам Аренс появился в полку только в ноябре, приняв командование от прежнего командира Беденка; и что ни к каким расстрелам его полк отношения не имеет. Эти показания были устно подтверждены на суде двумя сослуживцами Аренса и письменно, в предоставленном суду нотариально заверенном свидетельстве — активным участником антинацистского Сопротивления Рудольфом фон Герсдорфом. Советская же сторона не выставила ни одного свидетеля, который мог бы свидетельствовать против Аренса и опровергнуть его показания, подтвердив версию Бурденко (ни один из катынских жителей не выступал в Нюрнберге, по-видимому из страха властей, что «свидетели» Бурденко собьются на настоящем, а не инсценированном допросе). В результате итоги слушаний были единогласно расценены наблюдателями как провал советской версии, и в итоговом приговоре Катынский эпизод не фигурировал (подробно см. Рассмотрение Катынского дела в Нюрнберге (1946)). В результате генерал госбезопасности Г. С. Жуков, бывший уполномоченным по польским делам, был вынужден признать, что комиссия Бурденко не оправдала возлагавшихся на неё надежд и «неумело „прикрыла“ дело».
CССР признал свою ответственность за Катынский расстрел только в апреле 1990 года. В 1993 году в журнале «Вопросы истории» состоялась публикация документов (записка Берии Сталину и решение Политбюро), на основании которых была осуществлена массовая казнь. Советская, затем российская Главная Военная Прокуратура в 1990—2004 годах вела расследование Катынского дела, в ходе которого в частности был подробно выяснен механизм фальсификации свидетельских показаний и доказательств НКВД-НКГБ и роль комиссии Бурденко по легитимизации этих фальшивок, но 21 сентября 2004 года прекратила дело «за смертью виновных» — высокопоставленных должностных лиц СССР.

## Научные заслуги Николая Бурденко
Николай Бурденко создал школу хирургов экспериментального направления, разработал методы лечения онкологических заболеваний центральной и вегетативной нервной системы, патологии ликворообращения, мозгового кровообращения и др.
Производил операции по лечению мозговых опухолей, которые до Бурденко насчитывались во всём мире единицами. Он впервые разработал более простые и оригинальные методы проведения этих операций, сделав их массовыми, разработал операции на твёрдой оболочке спинного мозга, производил пересадку участков нервов. Разработал бульботомию — операцию в верхнем отделе спинного мозга по рассечению перевозбуждённых в результате травмы мозга проводящих нервных путей.

## Методы операций, названные именем Бурденко
Известны методы проведения хирургических операций, названные именем Бурденко:

Метод Бурденко — закрытие повреждения в стенке верхнего сагиттального синуса с использованием лоскута из наружного листка твёрдой оболочки головного мозга.
Васкуляризация печени по Бурденко — подшивание большого сальника к фиброзной оболочке печени для улучшения её кровоснабжения.
Операция Бурденко —
1. при повреждении плечевого сплетения: наложение анастомоза между диафрагмальным и кожно-мышечным или срединным нервом
2. ампутация поражённой анаэробной инфекцией конечности без наложения жгута, с перевязкой сосудов на месте пересечения кости и оставлением раны открытой.
3. ампутация конечности c гемостазом сосудистой сети нервов (обработкой культи нерва 5 % раствором формалина или 96 % спиртом) для предупреждения болей.

## Взаимоотношения с зарубежными специалистами
Начиная с 1925 года, Николай Бурденко был десять раз командирован за границу (Германия, Франция, Турция), где выступал с научно-медицинскими докладами по вопросам хирургии, а также производил сложные хирургические операции по просьбе иностранных учёных.
Из разных стран Западной Европы и Америки в клинику Н. Н. Бурденко приезжали специалисты в области медицины. Некоторые из них оставались работать под его руководством в СССР на тот или иной срок. К Бурденко приезжали как рядовые врачи, так и крупные учёные (в том числе Уайлдер Пенфилд). Бурденко избирали председателем иностранных научных обществ, посылали делегатом на международные научные конференции и съезды.

Бурденко был избран Почётным членом Международного общества хирургов в Брюсселе (1945), Парижской академии хирургии (1945), Лондонского королевского общества хирургов (1943).
Историками отмечалось близкое знакомство Бурденко и немецкого хирурга Фердинанда Зауэрбуха — до войны они вместе учились и стажировались в ведущих клиниках Европы.

## Общественное признание Бурденко
Бурденко был депутатом сначала Моссовета, потом ВЦИКа, затем — Верховного Совета СССР первого и второго созывов. Был бессменным председателем Всесоюзной ассоциации хирургов.
В 1939 году Бурденко был избран в действительные члены Академии наук СССР, в этом же году вступил в ряды ВКП(б).
Российская академия медицинских наук с 1992 по 2013 гг. присуждала премию имени своего основателя Н. Н. Бурденко за лучшие работы по нейрохирургии.
После реформы РАН, с 2013 г. РАМН вошла в состав РАН в качестве Отделения медицинских наук РАН. Премия имени Н. Н. Бурденко была преобразована в Золотую медаль имени Н. Н. Бурденко.

## Награды
- Знак отличия Военного ордена (Георгиевский крест) 4-й степени (1905)
- Орден Святой Анны 3-й степени с мечами (март 1915)[51]
- Орден Святой Анны 2-й степени (апрель 1915)[52]
- Орден Святого Владимира 4-й степени (апрель 1916)[53]
- Орден Ленина (1935)[54]
- Первая премия имени С. П. Фёдорова (1938) — за «Письма по военно-полевой хирургии», относящиеся к подготовке врачей к работе в боевых условиях, от Украинского общества хирургов[6]
- Орден Красного Знамени (1940)[55]
- Сталинская премия I степени (13 марта 1941) — за общеизвестные работы по хирургии центральной и периферической нервной системы
- Орден Красной Звезды (1942)[56]
- Герой Социалистического Труда (8 мая 1943) — за выдающиеся научные заслуги в области советской медицины и самоотверженную плодотворную работу по организации хирургической помощи бойцам и командирам Красной Армии, раненным в боях с немецкими захватчиками[57]
- Орден Ленина (8 мая 1943) — за выдающиеся научные заслуги в области советской медицины и самоотверженную плодотворную работу по организации хирургической помощи бойцам и командирам Красной Армии, раненным в боях с немецкими захватчиками
- Орден Отечественной войны I степени (1944)[58]
- Медаль «За оборону Москвы» (1944)
- Медаль «За боевые заслуги» (1944)[59]
- Орден Ленина (1945)[60]
- Медаль «За победу над Германией в Великой Отечественной войне 1941-1945 гг.» (1945)[61]
- Медаль «За доблестный труд в Великой Отечественной войне 1941-1945 гг.» (1946)
- Медаль «За победу над Японией» (1946)

## Научные публикации Бурденко
Н. Бурденко был членом редакционной коллегии 35-томного труда «Опыт советской медицины в Великой Отечественной войне 1941—1945 гг».

Редактор журналов «Современная хирургия», «Новая хирургия», «Вопросы нейрохирургии».
Бурденко принадлежит более трёхсот печатных трудов.
В 1950—1952 годах в Москве было выпущено Собрание сочинений Бурденко в семи томах:
- т. I — Исторические работы о Н. И. Пирогове, вопросы курортологии, преподавания хирургии в медицинских вузах и др.,
- т. II, III—Статьи и монографии по общей и военно-полевой хирургии,
- т. IV, V — Труды по нейрохирургии,
- т. VI— Докторская диссертация Н. Н. Бурденко: «Материалы к вопросу о последствиях перевязки venae portae», другие экспериментально-физиологические работы,
- т. VII — Публицистика медицинская и общественная.

## Память
- НИИ нейрохирургии в Москве, на его территории установлен бюст Бурденко
- Воронежский государственный медицинский университет
- Главный военный клинический госпиталь имени Н. Н. Бурденко
- Специализированный санаторий для лечения спинальных больных в городе-курорте Саки, на его территории Памятный знак в честь академика Н. Н. Бурденко Объект культурного наследия народов РФ регионального значения. Рег. № 911710855690005 (ЕГРОКН)
- факультетская хирургическая клиника Медицинской академии имени И. М. Сеченова,
- Пензенская областная клиническая больница (1956). В 1958 году на территории больницы был установлен бюст учёного работы скульптора А. А. Фомина. К 100-летию со дня рождения Бурденко, в 1976 году деревянный дом его родителей, в котором прошли детские и юношеские годы учёного (1886—1897), был перенесён с бывшей Чембарской улицы (с 1947 года — улица Бурденко) на территорию больницы. В этом доме был создан мемориальный музей. В Пензе проводятся научные медицинские чтения, посвящённые памяти Н. Н. Бурденко.[7][62][63]
- Журнал «Вопросы нейрохирургии им. Н. Н. Бурденко»
- Улицы в Москве, Могилёве, Новосибирске, Нижнем Новгороде, Воронеже, Пензе, Донецке, Челябинске, Волгограде, Химках, Магнитогорске
- 4 мая 1999 года в честь Н. П. Бурденко назван астероид 6754 Burdenko, открытый в 1976 году советским астрономом Л. В. Журавлёвой[64]
- Средняя Общеобразовательная школа № 1 им. Н. Н. Бурденко в городе Каменка

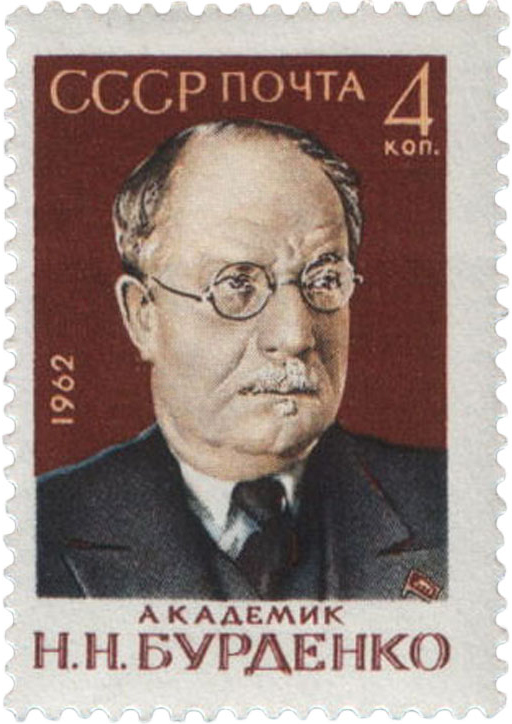
Почтовая марка СССР, 1962 год
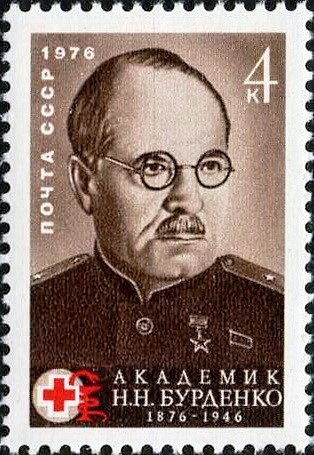
Почтовая марка СССР, 1976 год

Мемориальная доска на здании ВГМУ
Мемориальная доска на здании Медицинского института ПГУ
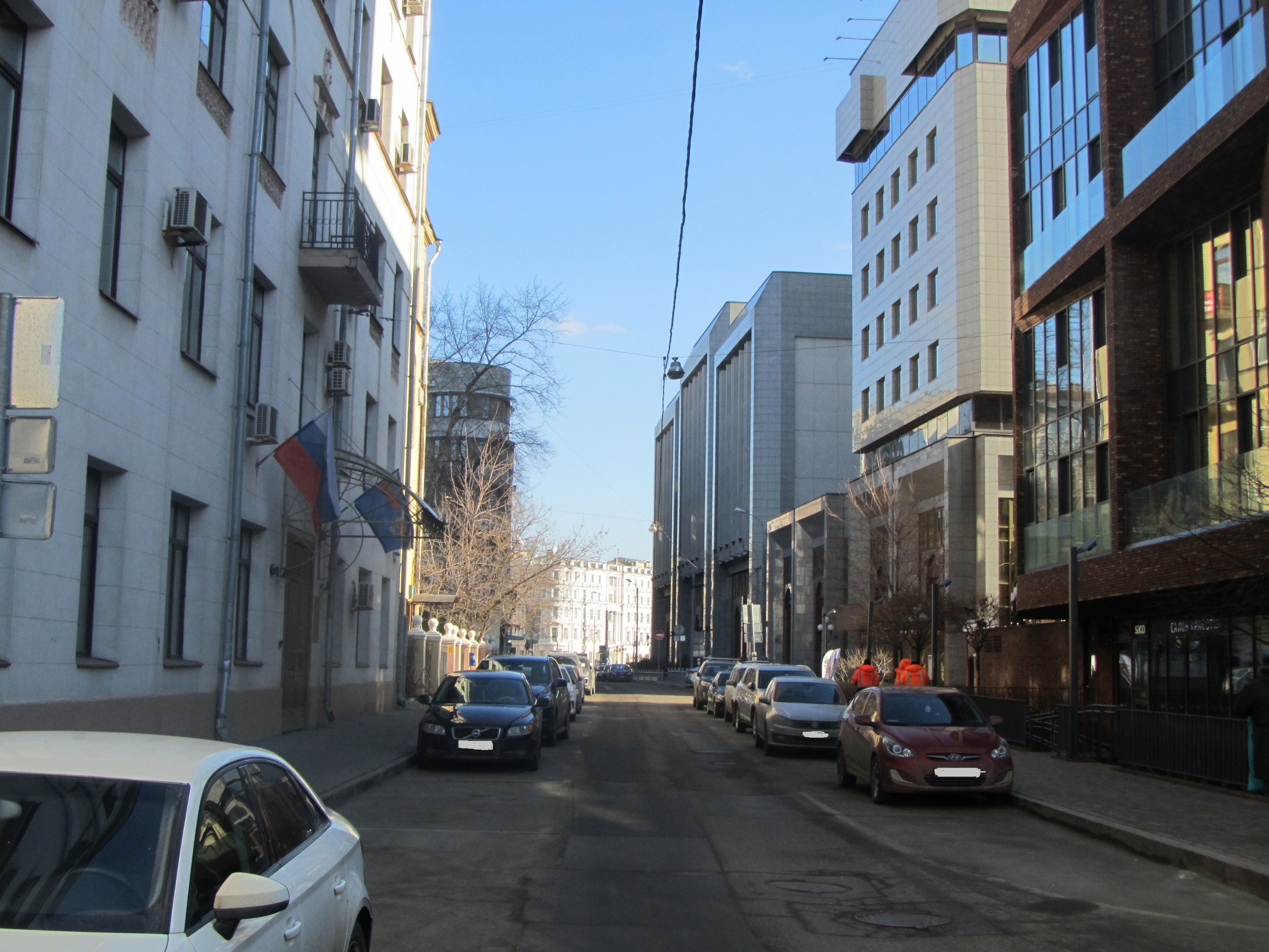
Улица Бурденко в Москве

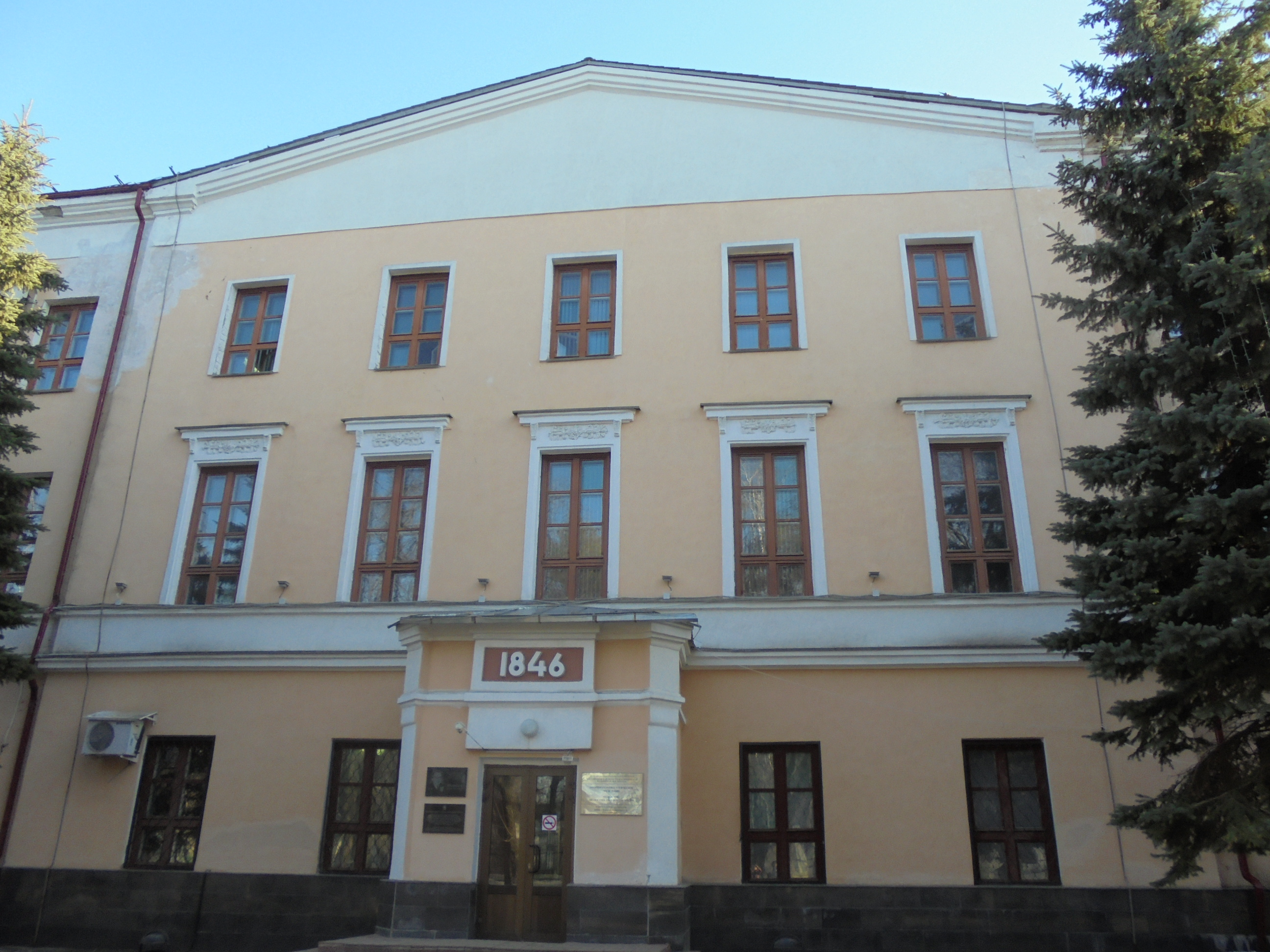
Старейший корпус, 1846 год (здесь Н.Н. Бурденко работал хирургом в Пензенской земской больнице)
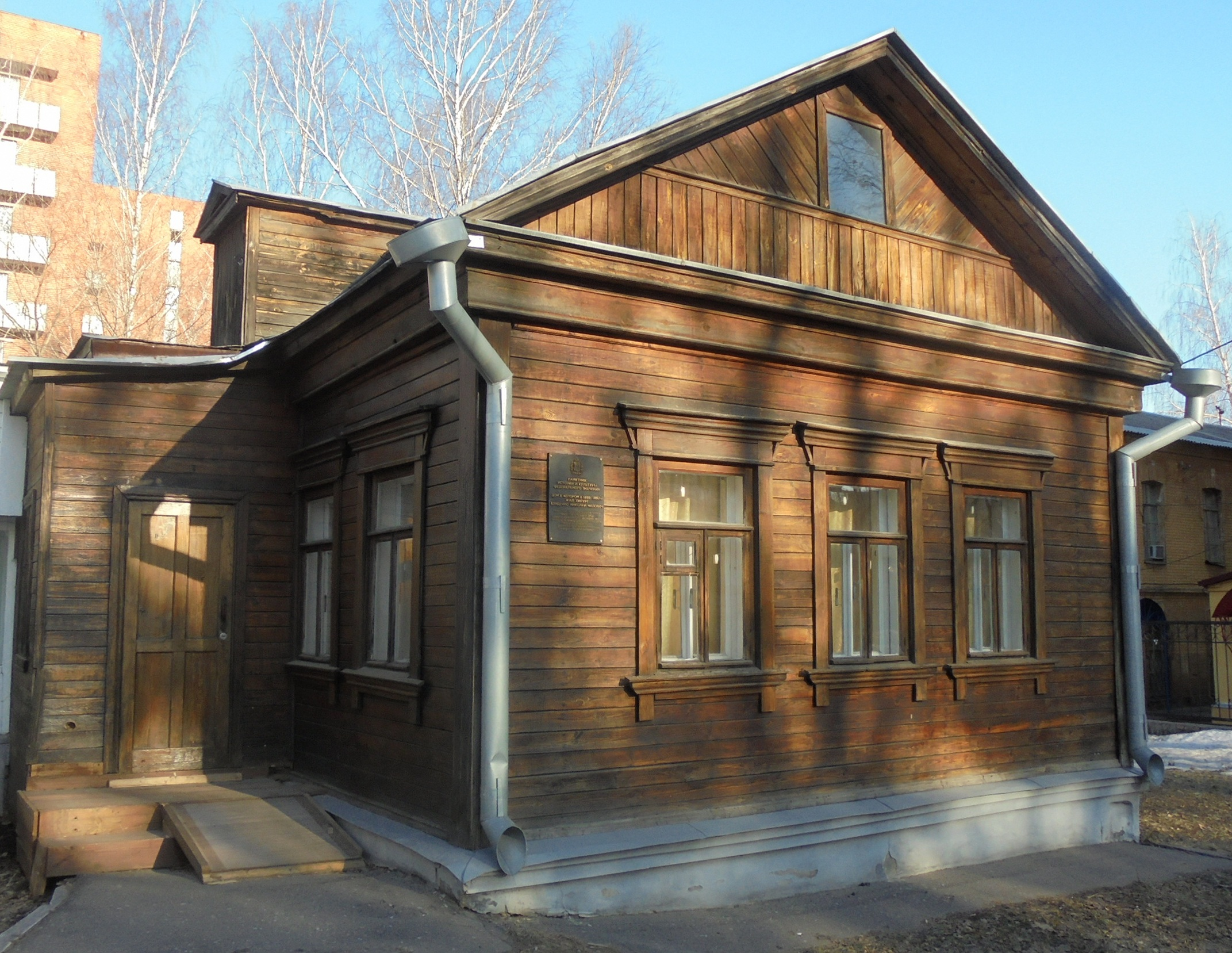
Дом-музей Н. Н. Бурденко, в котором он жил в 1886-1897 годах (перенесён на территорию больницы в 1976 году)
Бюст академика Н. Н. Бурденко, 1958 год (скульптор А. А. Фомин)
Мемориальная доска Н. Н. Бурденко на старейшем корпусе больницы, в котором он работал хирургом